# Европско првенство у атлетици у дворани 1979 — бацање кугле за мушкарце
Такмичење у бацању кугле у мушкој конкуренцији на 10. Европском првенству у атлетици у дворани 1979 одржано је 14. фебруара у Бечу (Аустрија).
Титулу европског првака освојену на Европском првенству у дворани 1978. у Милану одбранио је Рејо Столберг из јФинске.

## Земље учеснице
Учествовало је 8 бацача кугле из 5 земаља.
1. Аустрија (1)
2. Совјетски Савез (2)
3. Уједињено Краљевство (2)
4. Финска (2)
5. Чахословачка (1)

## Рекорди
| Рекорди пре почетка Европског првенства у дворани 1979.     | Рекорди пре почетка Европског првенства у дворани 1979. | Рекорди пре почетка Европског првенства у дворани 1979. | Рекорди пре почетка Европског првенства у дворани 1979. | Рекорди пре почетка Европског првенства у дворани 1979. | Рекорди пре почетка Европског првенства у дворани 1979. |
| ----------------------------------------------------------- | ------------------------------------------------------- | ------------------------------------------------------- | ------------------------------------------------------- | ------------------------------------------------------- | ------------------------------------------------------- |
| Светски рекорд у дворани                                    | Џорџ Вуд                                                | САД                                                     | 22,02                                                   | Инглвуд, САД                                            | 9. фебруар 1974.                                        |
| Европски рекорд у дворани                                   | Удо Бајер                                               | Источна Немачка                                         | 21,10                                                   | Зенфтенберг Источна Немачка                             | 17. фебруар 1978.                                       |
| Рекорди европских првенстава                                | Џефри Кејпс                                             | Уједињено Краљевство                                    | 20,95                                                   | Гетеборг Шведска                                        | 10. март 1974.                                          |
| Најбољи светски резултат сезоне у дворани                   | Анатојиј Јарош                                          | СССР                                                    | '20,62                                                  | Ворошиловград Совјетски Савез                           | 11. јануар 1979.                                        |
| Најбољи европски резултат сезоне у дворани                  | Анатојиј Јарош                                          | СССР                                                    | '20,62                                                  | Ворошиловград Совјетски Савез                           | 11. јануар 1979.                                        |
| Рекорди после завршеног Европског првенства у дворани 1979. |                                                         |                                                         |                                                         |                                                         |                                                         |
| Нових рекорда није било                                     |                                                         |                                                         |                                                         |                                                         |                                                         |

## Освајачи медаља
|                      |                                  |                                  |
| Рејо Столберг Финска | Џефри Кејпс Уједињено Краљевство | Владимир Кисељев Совјетски Савез |

## Резултати

### Финале
| Место | Атлетичар         | Земља                | Резултат | Белешка |
| ----- | ----------------- | -------------------- | -------- | ------- |
|       | Рејо Столберг     | Финска               | 20,47    |         |
|       | Џефри Кејпс       | Уједињено Краљевство | 20,23    |         |
|       | Владимир Кисељев  | Совјетски Савез      | 20,01    |         |
| 4.    | Марку Туоко       | Финска               | 19,55    |         |
| 5.    | Анатолиј Јарош    | Совјетски Савез      | 19,12    |         |
| 6.    | Јарослав Брабец   | Чахословачка         | 19,07    |         |
| 7.    | Марко Монтелатичи | Уједињено Краљевство | 17,037   |         |
| 8.    | Херман Нојдолт    | Аустрија             | 16,30    |         |

## Укупни биланс медаља у бацању кугле за мушкарце после 10. Европског првенства у дворани 1970—1979.
|    | Земља                |    |    |    |    |
| -- | -------------------- | -- | -- | -- | -- |
| 1. | Источна Немачка      | 3  | 4  | 0  | 7  |
| 2. | Уједињено Краљевство | 2  | 3  | 1  | 6  |
| 3. | Финска               | 2  | 0  | 0  | 2  |
| 4. | Чехословачка         | 1  | 0  | 3  | 4  |
| 5. | Бугарска             | 1  | 0  | 0  | 1  |
| 5. | Исланд               | 1  | 0  | 0  | 1  |
| 7. | Пољска               | 0  | 2  | 1  | 3  |
| 8. | Совјетски Савез      | 0  | 1  | 3  | 4  |
| 9. | Француска            | 0  | 0  | 1  | 1  |
| 9. | Шведска              | 0  | 0  | 1  | 1  |
|    | Укупно {10}          | 10 | 10 | 10 | 30 |

|    | Атлетичар              | Земља                |   |   |   |   |
| -- | ---------------------- | -------------------- | - | - | - | - |
| 1. | Хартмут Бризеник       | Источна Немачка      | 3 | 0 | 0 | 3 |
| 2. | Џефри Кејпс            | Уједињено Краљевство | 2 | 3 | 1 | 6 |
| 3. | Рејо Столберг          | Финска               | 2 | 0 | 0 | 2 |
| 4. | Јарослав Брабец        | Чехословачка         | 1 | 0 | 2 | 3 |
| 5. | Хајнц-Јоахим Ротенбург | Источна Немачка      | 0 | 2 | 0 | 2 |
| 5. | Герд Лохман            | Источна Немачка      | 0 | 2 | 0 | 2 |
| 7. | Владислав Комар        | Пољска               | 0 | 1 | 1 | 2 |
| 7. | Валериј Волкин         | СССР                 | 0 | 1 | 1 | 2 |